# Tour de Gourze
Der Tour de Gourze ist ein Aussichtsturm auf 924 m ü. M. in der Gemeinde Bourg-en-Lavaux im Schweizer Kanton Waadt.

## Situation
Der 1279 erbaute Turm ist 10,5 Meter hoch. 50 Treppenstufen führen zur Aussichtsplattform in 9 Meter Höhe. Von der Plattform aus bietet sich eine Aussicht von den Walliser Alpen über den Genfersee bis zum Jura.
Vom Parkplatz erreicht man den Aussichtsturm in ca. 1 – 2 Minuten.

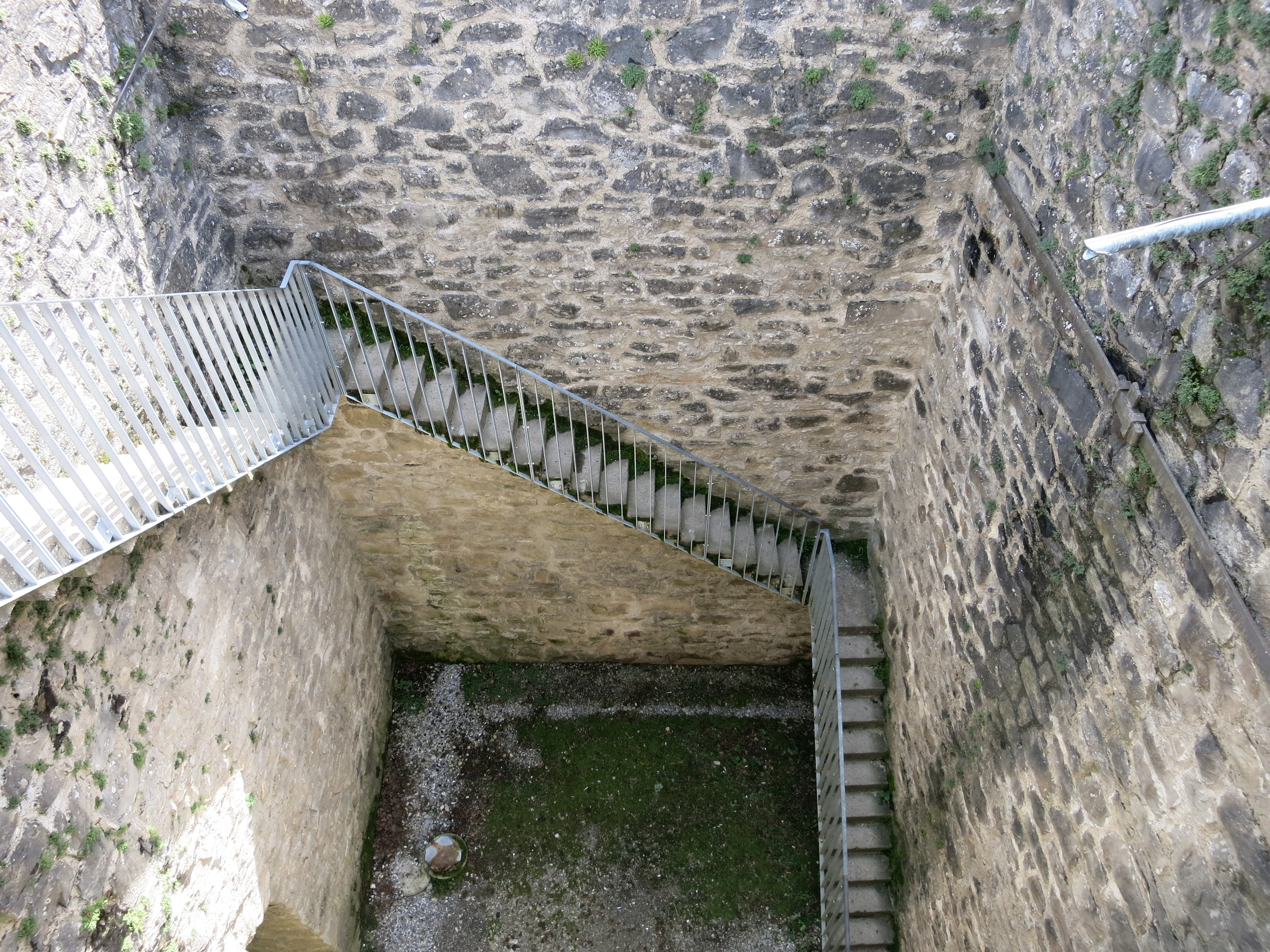
Sehr schmale Treppen führen nach oben
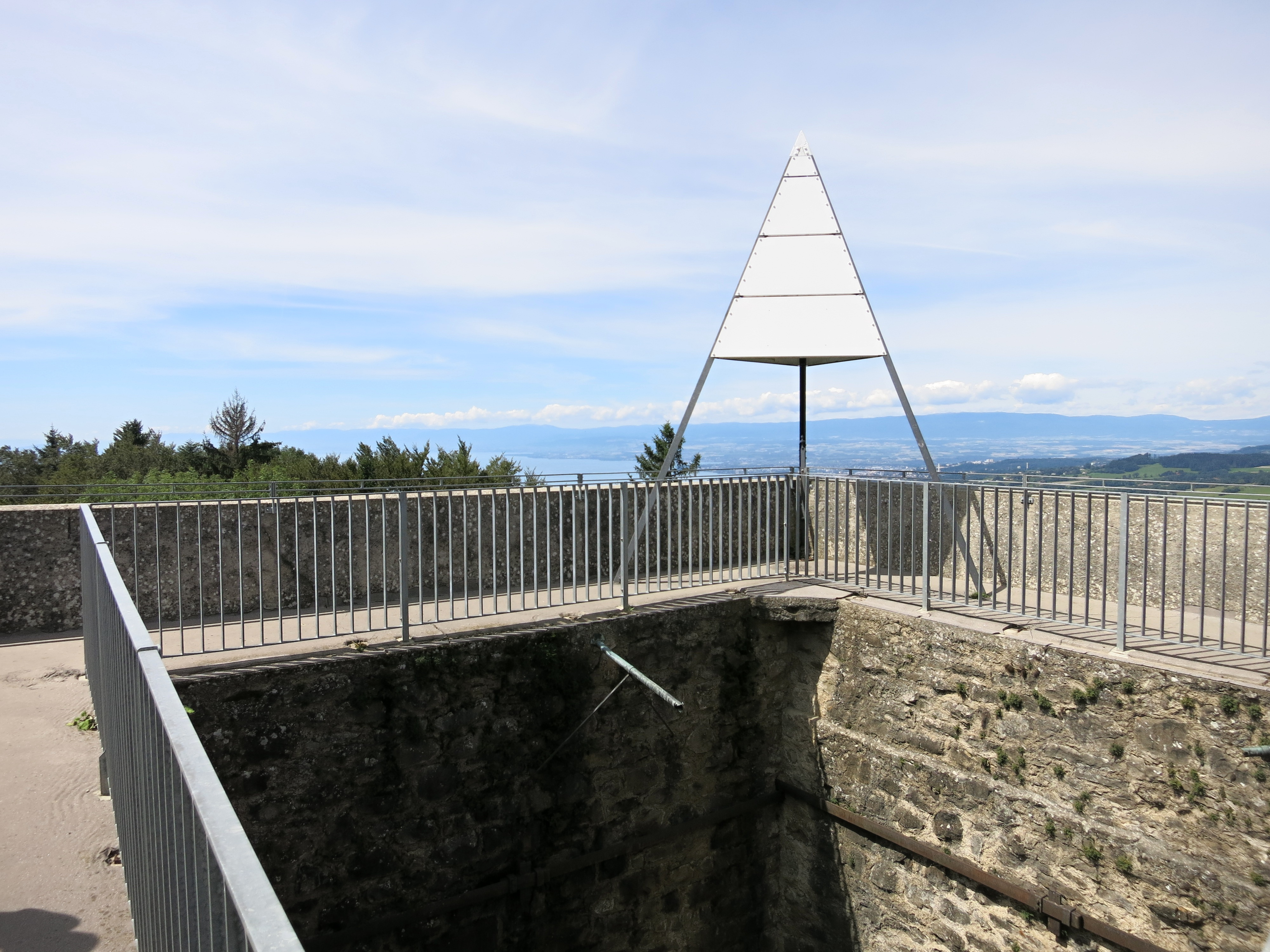
Aussichtsplattform

Der Ort ist ein Triangulationspunkt.

## Geschichte
Der heute bestehende Bau war ursprünglich ein Turm, der möglicherweise an denjenigen aus der romanischen Epoche anknüpfte.
Erste schriftliche Erwähnungen im Jahre 1279. Zu Beginn des 14. Jahrhunderts wurde der Turm mit einer Höhe von etwa 15 bis 16 Meter während der Streitigkeiten mit dem Bischof Pierre d’Oron von Lausanne durch den Baron Ludwig II, Herr der Waadt, niedergerissen.
Gegen Ende des 14. Jahrhunderts wurde der Turm durch Bischof Guillaume de Menthonnay wieder aufgebaut. Im Jahre 1530 wurde der Turm an die Grosspfarrei Villette verkauft. 1895 und 1909 wurde er restauriert. Seit 1910 ist der Turm im Besitz des Kantons Waadt.

## Karte
- Landeskarte 1:25'000 Blatt 1243 Lausanne[2]